# Swamp man
Albums de High and Mighty Color
Rock Pit
(2008)
Swamp man  est le 5e album du groupe de pop-rock japonais High and Mighty Color. Il est sorti au Japon le 2 septembre 2009 sous SME Records.

## Présentation
Il s'agit du premier album avec la chanteuse Halca au lieu de Mākii. Il atteint la 45e place du classement de l'Oricon et reste classé pendant 3 semaines, pour un total de 2 655 exemplaires vendus. L'album contient les deux singles digital, XYZ et good bye. C'est le premier album qui ne contient que des titres anglais depuis G∞ver.

## Liste des titres
Toutes les paroles sont écrites par Halca & Yuusuke.
| 1.  | Swamp man                | 2:24 |
| 2.  | XYZ                      | 3:44 |
| 3.  | Good bye                 | 4:13 |
| 4.  | Eyes                     | 4:27 |
| 5.  | Fly me to the other moon | 4:00 |
| 6.  | Pain                     | 4:21 |
| 7.  | 7.2                      | 4:51 |
| 8.  | Hate                     | 4:35 |
| 9.  | Living                   | 3:38 |
| 10. | You                      | 4:01 |